# Национално музикално училище „Любомир Пипков“
Националното музикално училище „Любомир Пипков“ в София е първото музикално училище в България. Основано е през 1905 г. От 2017 г. директор на училището е Столина Добрева.

## История
Инициатор за създаването на училището е проф. Иван Шишманов. На 16 март 1904 г. правилникът на новото училище е одобрен и е решено то да бъде частно, но финансирано от държавата. Определя се и преподавателския състав: Катя Стоянова, Мара Черен, Николай Николаев, Карел Йермарж, Петко Наумов, Хенрих Визнер, Алоис Мацак, Карл Кауцки и Димитър Хаджигеоргиев.
Официалното откриване се състои на 16 януари 1905 г.
Броят на записаните ученици бързо расте и се полагат основите на ученическия хор и оркестър – през 1907 г. е създаден граждански хор към училището, а през 1909 г. преподавателят по цигулка Петко Наумов образува квартет, с който всяка неделя дава концерти.
На 12 март 1912 г. с решение на XV обикновено народно събрание училището е преобразувано в държавно. През 1921 г. музикалното училище става среден отдел на новооткритата Музикалната академия. Най-изтъкнатите преподаватели от училището към този момент са Добри Христов, Петко Наумов, Ханс Кох, Хенри Визнер, Иван Цибулка, Димитър Хаджигеоргиев, Андрей Стоянов, Тодор Торчанов, Димитър Радев и др. Те са удостоени с професорски звания.
През 1974 г. Софийското музикално училище приема името на големия композитор Любомир Пипков. През 1997 г., като резултат от многогодишните му високи постижения то е преобразувано в Национално музикално училище „Любомир Пипков“.

## Директори
Директори на Националното музикално училище от създаването му са:
- Петко Наумов (1904 – 1912)
- Николай Николаев (1904 – 1912)
- Димитър Хаджигеоргиев (1912 – 1918)
- Добри Христов (1918 – 1920)
- Борис Кочев (1947 – 1954)
- Константин Илиевски (1954 – 1956)
- Найден Найденов (1956 – 1959)
- Трендафил Миланов (1960 – 1978)
- Милена Куртева (1978 – 1990)
- Евелина Арабаджиева (1990 – 1992)
- Милка Митева (1992 – 2017)
- Столина Добрева (2017 –)